# Condado de Morris (Nueva Jersey)
El condado de Morris está situado en el estado de Nueva Jersey, Estados Unidos, a unos 40 km al oeste de la ciudad de Nueva York. En el censo del año 2000 la población era de 492.276 habitantes. Forma parte del Área metropolitana de Nueva York. La capital del condado es Morristown. 

## Geografía
El condado cuenta con una extensión de 1.247 km² (de las cuales 32 km² están cubiertos por agua), y tiene una densidad de población de 387 hab/km² (según el censo). 
Las ciudades más importantes del condado son Boonton, Dover y Morristown.

### Condados adyacentes
- Condado de Sussex (Nueva Jersey) - norte
- Condado de Passaic (Nueva Jersey) - noreste
- Condado de Essex (Nueva Jersey) - este
- Condado de Union (Nueva Jersey) - sureste
- Condado de Somerset (Nueva Jersey) - sur
- Condado de Hunterdon (Nueva Jersey) - suroeste
- Condado de Warren (Nueva Jersey) - oeste

## Historia
El condado de Morris fue fundado el 15 de marzo de 1738 al separarse del condado Hunterdon. Fue así denominado por el gobernador de la provincia de Nueva Jersey.

## Economía
El condado de Morris aparece en el 3.º puesto en el ranking de condados con mayores ingresos medios familiares de los Estados Unidos y en el 10.º por renta per cápita. Según La Oficina de Análisis Económico de la provincia, este condado es el segundo más alto por ingresos en Nueva Jersey. Además el municipio ocupa el tercer lugar en el área Metropolitana de Nueva Yorken términos de ingreso mediano.
Treinta y tres empresas de Fortune 500 tienen alguna sede o oficinas, para una mayor facilidad, en el condado de Morris. Entre ellas se encuentran AT&T, Honeywell, Colgate-Palmolive, Pfizer, ExxonMobil, Novartis, Basf, Verizon, Bayer y Wyeth. Las principales industrias incluyen las finanzas, seguros, bienes raíces, productos farmacéuticos, los servicios de salud, investigación y desarrollo, y la tecnología.

## Demografía
Según el censo de 2000, habían 470,212 personas, 169,711 hogares y 124,907 familias residiendo en el condado. La densidad de población era de 387 hab./km². Había 174,379 viviendas con una densidad media de 144 viviendas/km². El 87.20% de los habitantes eran blancos, el 2.80% afroamericanos, el 0.12% amerindios, el 6.26% asiáticos, el 0.04% isleños del Pacífico, el 2.01% de otras razas y el 1.56% pertenecía a dos o más razas. El 7.79% de la población eran hispanos o latinos de cualquier raza.
Los ingresos medios por hogar en la localidad eran de $77,340 y los ingresos medios por familia eran $89,773. Los hombres tenían unos ingresos medios de $60,165 frente a los $40,065 para las mujeres. La renta per cápita para el condado era de $36,964. Alrededor del 2.4% de la población estaban por debajo del umbral de pobreza.

## Localidades

### Boroughs
Butler |
Chatham |
Chester |
Florham Park |
Kinnelon |
Lincoln Park |
Madison |
Mendham |
Morris Plains |
Mount Arlington |
Mountain Lakes |
Netcong |
Riverdale |
Rockaway |
Victory Gardens |
Wharton

### Pueblos
Boonton |
Dover |
Morristown

### Municipios
Boonton |
Chatham |
Chester |
Denville |
East Hanover |
Hanover |
Harding |
Jefferson |
Long Hill |
Mendham |
Mine Hill |
Montville |
Morris |
Mount Olive |
Parsippany-Troy Hills |
Pequannock |
Randolph |
Rockaway |
Roxbury |
Washington

### Lugares designados por el censo
Budd Lake |
Lake Telemark |
Long Valley |
Succasunna |
Kenvil |
White Meadow Lake

### Áreas no incorporadas
Brookside |
Cedar Knolls |
Cedar Lake |
Convent Station |
Flanders |
Gillette |
Green Pond |
Green Village |
Hibernia |
Lake Hiawatha |
Lake Swannanoa |
Landing |
Ledgewood |
Mount Freedom |
Millington |
Mount Tabor |
New Vernon |
Oak Ridge |
Pine Brook |
Port Morris |
Schooley's Mountain |
Shongum |
Speedwell |
Stirling |
Towaco |
Union Hill |
Vasa Park |
Whippany